# 黑星衫魚
黑星衫魚（学名：Astronesthes niger）为輻鰭魚綱巨口鱼目巨口鱼科的其中一種。分布于東大西洋海域，為深海魚類，本魚體黑色，吻中央上有灰色的發光區塊而且沿著上頜的前面，身體中等細長，上顎齒呈梳狀，背鰭軟條14-17枚；臀鰭軟條12-16枚，體長可達16公分。
其种加词“niger”意为“黑色的”。